# Torre de la Seo del Salvador de Zaragoza

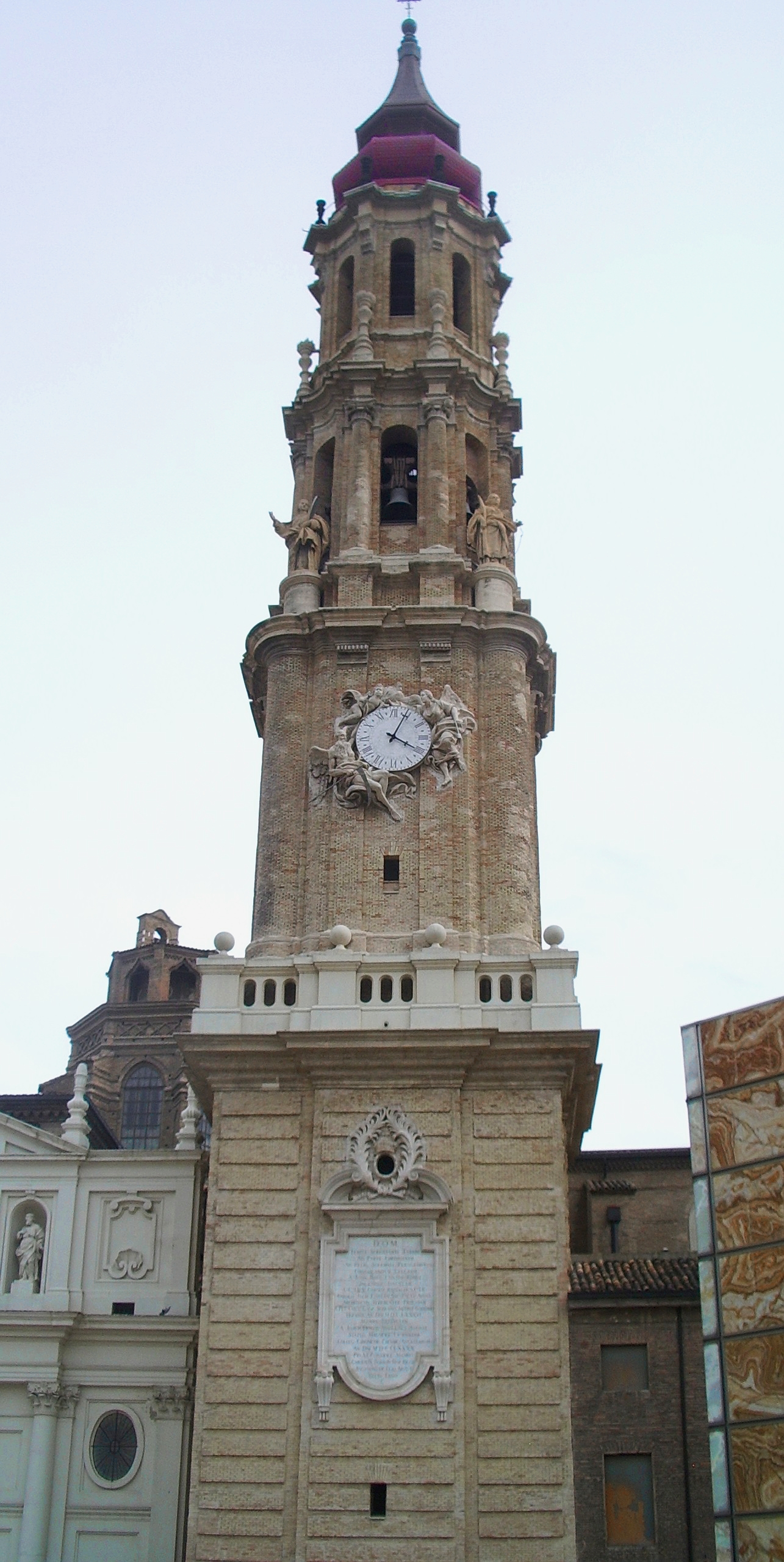
Campanario barroco de la Seo de Zaragoza.

La torre campanario de la Seo del Salvador de Zaragoza, llamada en la diócesis habitualmente la Seo por ser la primera catedral en contraposición a la también basílica menor «el Pilar», fue construida sobre un proyecto diseñado en Roma en 1683 por el arquitecto Giovanni Battista Contini (1641-1723), con el objeto de adoptar un estilo moderno e internacional para la antigua torre mudéjar que presentaba un aspecto de deterioro.
Para dirigir la edificación se contrató en 1686 a los maestros de obras zaragozanos, Pedro Cuyeo, Gaspar Serrano y Jaime Busiñac, que fue llevada a su término con la colocación de un chapitel bulboso en 1704, siendo Arzobispo de Zaragoza Antonio Ibáñez de la Riva Herrera. Aunque no fue hasta 1788 cuando se colocan en la torre nueva de La Seo, sobre el cuerpo de la torre del reloj, las 4 estatuas que representan a las virtudes cardinales. Esculpidas por el artista Joaquín Arali Solanas, con una altura de 4,50 metros de alto y 1,80 m de ancho y piedras de la cantera de Épila extraídas por el cantero Manuel Olavarría, cuya primera remesa se entregó el 10 de febrero de 1788. Persistieron con esta piedra hasta 1910, cuando unos pequeños desprendimientos de estas estatuas aconsejaron su desmantelamiento y sustitución por réplicas con materiales más modernos y moldes copiados de las originales por el tallista Luis Millán. Siendo restauradas con cemento francés que son las que perduran en la actualidad.

## Exterior
La torre campanario sigue los cánones del barroco romano, y muestra el estilo arquitectónico de Contini, que fue discípulo de Carlo Fontana. Consta de cuatro cuerpos de los cuales el inferior conforma un basamento de piedra que alcanza la altura de las naves y el resto, más estilizados, están construidos en ladrillo. En los detalles ornamentales (cornisas, balaustrada, escultura) aparece la piedra caliza.
En la base aparece en piedra sillar una puerta de arco de medio punto. El cuerpo inferior, de planta cuadrada, se resalta con placas rectangulares y una cartela rematada en frontón partido por un óculo. Los restantes, cuya anchura disminuye en progresión, son de apariencia variada. 
El segundo cuerpo, ya en ladrillo, es de sección cuadrada con aristas redondeadas que conforman seudopilastras toscanas de capitel en goleta. En 1787 se incorpora un reloj en su frente rodeado por dos figuras del escultor Joaquín Arali Solanas que representan el Tiempo y la Vigilancia. 
El tercero es de planta octogonal, con estrechos vanos de medio punto para las campanas y semicolumnas corintias adosadas en las aristas cóncavas, que forman un juego de curvas convexas que alterna con las cavidades de los huecos. En los ángulos aparecen esculturas de las Virtudes cardinales, que fueron añadidas un siglo después, en 1786, por Joaquín Arali Solanas. 
El cuarto y último cuerpo, sobre la cornisa volada del cuerpo inferior, acentúa el estilo de Borromini, con flameros en la base que conjugan con las ventanas del paramento y una cornisa que ritma el juego convexo y cóncavo que se subraya con la altura. Remata la torre con el airoso chapitel bulboso de entrante a su mitad, coronado por una fina aguja. 
Todo ello determina una torre campanario esbelta y elegante, debido al juego de líneas onduladas que se incrementa desde un sólido paramento inferior cuadrado hasta los gráciles remates curvilíneos y sinuosos.

## Interior

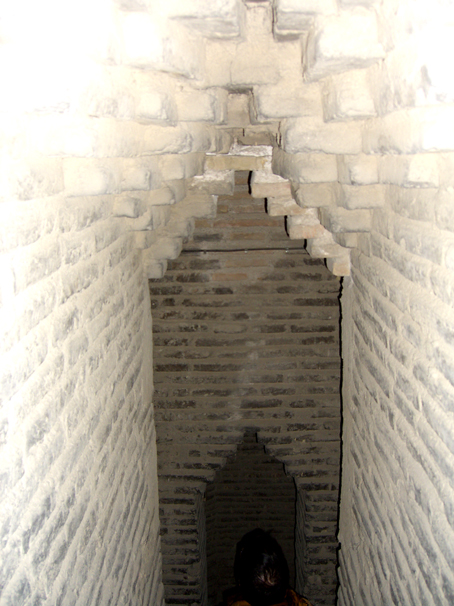
Bóvedas enjarjadas del interior de la torre de la Seo.

A diferencia del exterior, que sigue los cánones de la arquitectura de la época, el interior está resuelto conforme a la arquitectura local, mudéjar.
Consta de un recinto exterior, la torre propiamente dicha, y otro interior o contratorre, ambas de planta octogonal. Entre ambas discurre la escalera, cubierta por bóvedas vaídas, enlucidas, y escalonadas, a diferencia de los muros, que son de ladrillo cogido con yeso y agramilado horizontal. Se accede a la escalera, desde el nivel del suelo, a través de un monumental arco ojival de piedra. El interior de la contratorre está hueco en su totalidad. La torre, ciega hasta el primer cuerpo de campanas, se ilumina con aspilleras, que alcanzan la escalera mediante pasillos cubiertos con bóvedas enjarjadas, también llamadas de aproximación de hiladas.
El hecho de que el interior de la torre es el mismo que el de las torres octogonales medievales es lo que ha llevado a algunos investigadores, la mayor parte de ellos arquitectos, a proponer que la torre medieval no fue finalmente derribada sino que se aprovechó como elemento estructural interno para apoyo de la nueva torre barroca. Además, no habiendo constancia de la construcción de la torre medieval, sostienen de que se trata del alminar de la mezquita-aljama reformado para campanario. De esta forma, la huella conservada del alminar de la mezquita, es de tipo arcaico, por lo que se trataría del alminar viejo, probablemente de época emiral, y lo conservado en el interior de la torre actual sería el alminar nuevo, de época taifal.